# Iron Shark
Iron Shark in Galveston Island Historic Pleasure Pier (Galveston, Texas, USA) ist eine Stahlachterbahn vom Typ Euro-Fighter des Herstellers Gerstlauer Amusement Rides, die am 1. Juni 2012 eröffnet wurde. Sie ist die erste Auslieferung der Variant 380.
Die 380 m lange Strecke erreicht eine Höhe von 31 m und besitzt eine 95° steile erste Abfahrt. Außerdem verfügt die Bahn über drei Inversionen: einen Immelmann, einen Cutback und einen Inclined Loop.

## Wagen
Iron Shark besitzt drei Wagen. In jedem Wagen können acht Personen (zwei Reihen à vier Personen) Platz nehmen. Als Rückhaltesystem kommen individuell einstellbare hydraulische Schoßbügel zum Einsatz.